# Erhard-Wolfram Platzeck
Erhard-Wolfram Platzeck (Millingen, 13 d'agost de 1903 - Mönchengladbach, 27 de febrer de 1985) fou un teòleg religiós franciscà alemany especialista en l'obra de Ramon Llull.
Fill d'un ferroviari, passà la infància en diferents llocs segons la feina del seu pare; inicià els estudis secundaris a Solingen i els continuà en un institut franciscà a Vlodrop (Països Baixos). El 1923 va ingressar en l'orde franciscà i continuà estudis en diverses institucions de l'orde. El 1929 fou ordenat sacerdot. Va estudiar filosofia a les universitats de Múnic, Perugia i Bonn. De 1941 a 1945 estigué destinat a Madrid degut a la guerra mundial i hi descobrí Llull. Seria durant anys professor a la Pontificia Universitat Antoniana, la universitat franciscana de Roma, fins a 1973, quan es jubilà i es retirà al monestir de Mönchengladbach, on continuà dedicant-se als estudis
Publicà diversos articles, començant per articles sobre lul·listes com Antoni Ramon Pasqual (1707-1791). Després de diversos estudis i articles, el 1962 publicà l'estudi de conjunt  Raimund Lull. Sein Leben. Seine Werke. Die Grundlagen seines Denkens (Prinzipienlehre) (Düsseldorf / Roma 1962-1964, 2 volums), dedicat als germans Carreras Artau (Tomàs i Joaquim) amb qui mantenia amistat. La seva contribució fou sobretot a la lògica lul·liana.
El 1974 fou nomenat membre de la Secció de Filosofia i Ciències Socials de l'IEC. El 1973 havia rebut el Premi Catalònia de l'IEC (1973) pels seus estudis sobre Llull.